# Canvis químics
Els canvis químics són aquells en què una substància es combina amb una altra per formar-ne una de nova (mitjançant la síntesi química) o per transformar-se en dues o més substàncies totalment diferents (mitjançant la descomposició química).
Per exemple, els canvis d'estat de l'aigua són exemples de canvis físics, ja que tant el gel, com l'aigua líquida com el vapor són la mateixa molècula d'aigua i podem tornar a l'estat inicial fàcilment (canvis reversibles). També són exemples de canvis físics les mescles, les dissolucions i la separació de substàncies en mescles o dissolucions.
En canvi, en els canvis químics desapareixen unes substàncies i se’n creen altres de noves amb propietats molt diferents. Aquest procés s'anomena reacció química: una o més substàncies, anomenades reactius, es transformen en una o més substàncies amb propietats diferents, anomenades productes. Aquest procés és difícilment reversible.
REFERENCIES:
https://ca.eferrit.com/exemples-de-canvis-fisics-i-canvis-quimics/